# Abronia montecristoi
Abronia montecristoi е вид влечуго от семейство Слепоци (Anguidae). Видът е застрашен от изчезване.

## Разпространение
Видът е разпространен в Салвадор и Хондурас.